# Leonardo Cuéllar
Leonardo Cuéllar Rivera (Città del Messico, 14 gennaio 1952) è un ex calciatore e allenatore di calcio messicano, di ruolo centrocampista, dal 1998 selezionatore della nazionale femminile messicana.

## Carriera
Con la Nazionale messicana ha preso parte al campionato del mondo 1978, tenutosi in Argentina. Spese buona parte della sua carriera nella NASL. Caratterizzato da una inconfondibile chioma del tutto simile a quella di un leone, eccellente centrocampista, uno dei migliori che il suo paese abbia mai visto calcare i campi di gioco.